# 祭
祭（まつり）は、多義語であり、元の意味は神仏や祖先をまつる行為や儀式を指し、特定の日に供物をささげて祈願・感謝、あるいは慰霊すなわち霊を慰めることなどを行うことを主に指し、この意味では祭祀（さいし）、祭礼（さいれい）、祭儀（さいぎ）とも言うが、現在では映画祭、陶器まつり、着物まつりなど、業界団体や商店街などが祝賀・記念・商売・宣伝などのために定期的に行う催事、あるいは大学で学生が毎年行うことがある大学祭や中学・高校で行われることもある文化祭など、神仏や先祖とは無関係な催事も含めて、広く祭という。
なおまつりの漢字の表記（祀り・祭り・奉り・政りなど）によって、意味合いが異なる（詳細は後述）。当項目ではまず、元の意味、すなわち歴史の古い祭りから説明し、現代的な、神仏や先祖や宗教とは無関係な催事については項目の最後で説明する。

## 概要
祭祀・祭典はあらゆる地域・文化・宗教において行われている。祭祀と祭礼に厳密な区分はなく、便宜的な区分である。
原初の祭は、豊猟や豊穣への感謝・祈りであり、人類のもともとの生き方であった狩猟生活をした時代では、野獣の主、森の主、海の主など、《主》、本来は人と同じ姿だが仮装し土地の猛獣として現れているもの、に対する信仰に基づいて行われていたと考えられる。→#歴史
現代に行われている祭祀・祭礼の起源、成立や伝播の経緯はさまざまである。
土着的な信仰によって行われる祭りは、狭い地域限定で行われているものが多く、特定の村の中でほそぼそと行われているものまで含めると数え切れないほどあり、当該地域の住民以外にはほとんど知られていないものが多い。ただし例外もあり、ハロウィーンはもとはアングロサクソン人の土着的な信仰が起源でアングロサクソン人にしか知られていなかった祭りだが、アングロサクソン人が近代に北米大陸に大規模に移住しアメリカ文化となり、アメリカ文化が戦後の日本に輸出されたことで、近年では日本人にも馴染みの祭りとなったものである。だがこれは例外である。一方、世界宗教の、キリスト教・イスラム教・仏教は世界に広く広まっているので、それに基づく祭りは通常は世界に広まっており、たとえばキリスト教の復活祭は世界各地で行われているし、イスラーム圏では、東南アジアのイスラム諸国も含めて、犠牲祭が広く行われている。仏教が伝わった場所では降誕会が広く行われている。また世界宗教が広まった各地の土着の信仰や民族宗教が習合して行われるようになった祭もある。また世界宗教に関連しているが、特定の土地、特定の国だけで独自に発生し行われるようになった祭りもある。たとえばフィリピンで行われているブラックナザレ祭（en:Black Nazarene）は、「触れれば病気が治ったり幸運が舞い込んだりする」と信じられている黒いキリスト像を載せた山車が街を練り歩く、毎年行われる祭りだが、これはフィリピン国内で独自に行われるようになった祭りであり、他の国では行われていない。
祭りの参加者や参観者の多さについて、特に多いのは、上で挙げたキリスト教の復活祭はクリスチャンにとって特に重要な祭りで、世界のクリスチャンの数がおよそ24億人とされ、復活祭は世界の95カ国で毎年祝われ、アメリカでも大人の37%が復活祭の日曜には教会堂に行く予定を立てる（普段あまり教会に通わなくなった大人ですら復活祭には参加する）、というので、参加する人の数が特に多い祭りと見なしてよい。
また近代オリンピックは平和の祭典であり、その開会式を世界の人々がテレビで視聴する。2008年の北京オリンピックの開会式は20億人以上が視聴し、この数は通常より多かったという事情があり、2012年のロンドンオリンピックの開会式は9億人が視聴した。
特定の国で行われる祭りとして最多の参加者の祭りは、ドイツのオクトーバーフェストであり、毎年約600万人ほどの人を集める。

## 歴史

### 原初的形態
原初の祭は、一つの信仰に基づいていたと考えられる。すなわち、豊猟や豊穣への感謝・祈りであり、ジェームズ・フレイザーの『金枝篇』では、生命の死・再生を通して考察された。非常に古くから存在する狩猟社会では、狩猟儀礼という獲物を捧げ豊猟を祈願する儀礼があり、熱帯の密林でもサバンナでも寒帯の森林でも氷原でも、共通するのは野獣の主、森の主、海の主など、《主（ぬし）》に対する信仰である。《主》は野獣界を支配しており、野獣を狩猟者のもとへ派遣して狩らせており、猟の成否は《主》の意向にかかる、と考え、《主》の多くは熊、ヒョウ、大蛇などそれぞれの土地の猛獣の形をとるが、それは仮装した姿にすぎず、本来は人間と同じ姿形で人間同様の生活を送っているとされ、人間は《主》に直接話しかけることができると信じ、万物に物質的実体と霊があり、野獣にも肉体と霊があり、肉体は死して滅びるが霊は不滅だと考える。熊送りも一例であるが、狩猟社会では祭壇に動物の生贄を捧げる形式もある。一方、新たに農耕社会が出現してからは豊穣への感謝・祈りとして収穫祭が行われるようになり、ともに命によって豊穣を得られる信仰が窺える。『金枝篇』に載せられている例でいえば、ヨーロッパのキリスト教以前の色を濃く留めている風習の一つで、収穫した穀物を使い人形状のパンまたはクッキー（人体の象徴）を作り、分割する祭礼があり、聖餐との類似が指摘できる。
古代ギリシャでは、エレウシスの秘儀があった。古代ギリシャのディオニューシア祭はディオニュソスに捧げられる祭であり、ギリシア悲劇を上演する祭典であった。マイナス (ギリシア神話) も参照。ゼウス神に捧げられる古代オリンピックも行われた。

### 日本語の「まつり」と漢字表記の意味
「まつり」という言葉は「まつる」の名詞形で、本来はカミを祀ること、またはその儀式を指すものである。古代の日本は、祭祀を司る者と政治を司る者が一致した祭政一致の体制であったため、政治のことを、まつりごと、とも呼ぶ。
日本語では「まつる」や「まつり」という倭語（和語、古語）が先にあり、その後、漢字が日本に到来した際に当時の日本人は、まつりに相当する意味の漢字を選んで充てるようになり、「祭り」・「祀り」・「奉り」・「政り」・「纏り」などと表記されるようになった。
「祭りと祀り」がほぼ同義だとか、「祀りと奉り」がほぼ同義などといわれることもあるが、厳密に言うと各漢字ごとに意味は異なるので下に記す。
「祀り」は、神・尊（みこと）に祈ること、またはその儀式を指すものである。これは祀りが、祈りに通じることから神職やそれに順ずる者（福男・福娘や弓矢の神事の矢取り）などが行う「祈祷」や「神との交信の結果としての占い」などであり、いわゆる「神社神道」の本質としての祀りでもある。この祀りは神楽（かぐら）などの巫女の舞や太神楽などの曲芸や獅子舞などであり、広く親しまれるものとして恵比寿講などがある。その起源は古神道などの日本の民間信仰にもあり、古くは神和ぎ（かんなぎ）といい「そこに宿る魂や命が、荒ぶる神にならぬよう」にと祈ることであり、それらが、道祖神や地蔵や祠や塚や供養塔としての建立や、手を合わせ日々の感謝を祈ることであり、また神社神道の神社にて祈願祈念することも同様である。
「祭り」は命・魂・霊・御霊（みたま）を慰めるもの（慰霊）である。「祭」は、漢字の本来の意味において葬儀のことであり、現在の日本と中国では祭りは正反対の意味と捉えられているが、慰霊という点に着眼すれば本質的な部分では同じ意味でもある。古神道の本質の一つでもある先祖崇拝が、仏教と習合（神仏習合）して現在に伝わるものとして、お盆（純粋な仏教行事としては釈迦を奉る盂蘭盆があり、同時期におこなわれる）があり、辞書の説明では先祖崇拝の祭りと記載されている。鯨祭りといわれる祭りが、日本各地の津々浦々で行われているが、それらは、鯨突き（捕鯨）によって命を落としたクジラを慰霊するための祭りである。
「奉り」は、奉る（たてまつる）とも読む。献上や召し上げる・上に見るなどの意味もあり、一般的な捉え方として、日本神話の人格神（人の肖像と人と同じような心を持つ日本創世の神々）や朝廷や公家に対する行為をさし、これは、神社神道の賽神の多くが人格神でもあるが、皇室神道に本質がある「尊（みこと）」に対する謙譲の精神を内包した「まつり」である。その起源は、自然崇拝である古神道にまで遡り、日本神話の海幸彦と山幸彦にあるように釣針（古くは銛も釣針も一つの概念であった）や弓矢は、幸（さち）といい神に供物（海の幸山の幸）を「奉げる」神聖な漁り（いさり）・狩り（かり）の得物（えもの・道具や神聖な武器）であった。古くから漁師や猟師は、獲物（えもの）を獲る（える）と神々の取り分として、大地や海にその収穫の一部を還した。このような行いは、漁師や猟師だけに限らず、その他の農林水産に係わる生業（なりわい）から、現在の醸造や酒造など職業としての神事や、各地域の「おまつり」にもあり、地鎮祭や上棟式でも御神酒（おみき）や御米（おこめ）が大地に還される。
「政り」については、日本は古代からの信仰や社会である、いわゆる古神道おいて、祭祀を司る者（まつり）と政治を司る者（まつり）は、同じ意味であり、この二つの「まつり」が一致した祭政一致といわれるものであったため、政治のことを政（まつりごと）とも呼んだ。古くは卑弥呼なども祭礼を司る巫女や祈祷師であり、祈祷や占いによって執政したといわれ、平安時代には神職が道教の陰陽五行思想を取り込み陰陽道と陰陽師という思想と役職を得て官僚として大きな勢力を持ち執政した。またこうした政と祭りに一致は中央政府に限らず、地方や町や集落でも、その年の吉凶を占う祭りや、普請としての祭りが行われ、「自治としての政」に対し資金調達や、吉凶の結果による社会基盤の実施の時期の決定や執政の指針とした。

### 英語の表現
なお、日本の祭について英語で紹介する場合、「フェスティバル festival」・「リチュアル ritual」・「セレモニー ceremony」がそれぞれ内容に応じて訳語として用いられる。

## 各宗教の祭
宗教の祭礼を中心に説明する。

### 道教の祭
道教は多神信仰の宗教であり、三清を最高神とし、「神」と「仙」の2種類がいて、ヒエラルキーがあると考える宗教で、道教には斎醮儀礼というものがある。死者供養では、赦し状を天から得て地獄に送り届ける儀礼や、地獄の門を破って中から死者を救い出す儀礼も行われる。

### 神道の祭
#神道の祭で説明。

### ユダヤ教の祭
ユダヤ教では年間を通じて様々な祭りがある。
角笛吹きの祭り、贖罪の日は大祭日である。過越祭（ペサハ）と七週の祭り（シャブオット）、仮庵の祭り（スコット）は三大祭である。
|  |  |  |
|  |  |  |

### キリスト教の祭

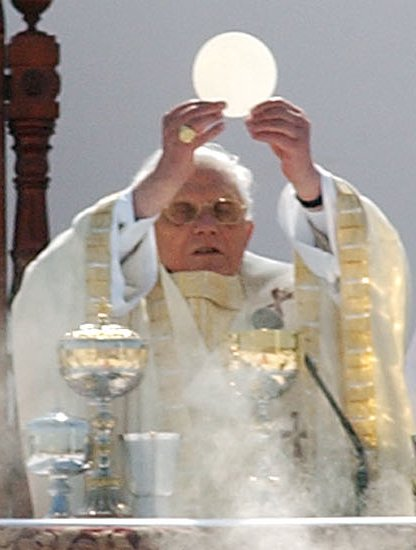
ベネディクト16世によるミサ

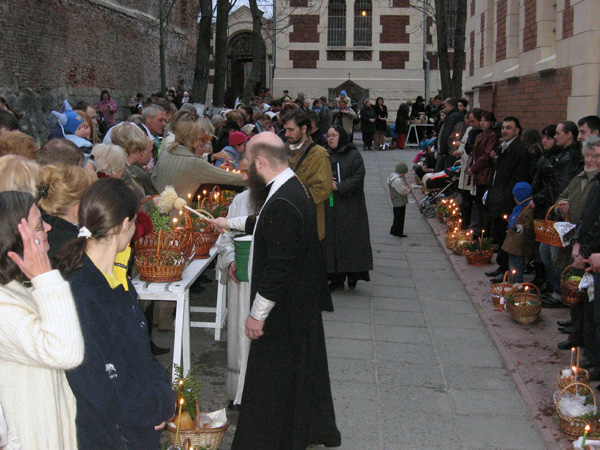
リヴィウでの正教会の復活大祭の光景。司祭が信徒の持ち寄った、クリーチが入ったバスケットを成聖している。キリスト教でも「祭」は聖堂内の儀礼に限定されない。

キリスト教においては、毎週日曜日をはじめとした教会の定める祭日（教会暦において、日曜日は主日と呼ばれる祭日である）に礼拝が行われ、賛美や祈祷とともに主の晩餐に基づくパンとワインの分かち合いが行われる。これを正教会では聖体礼儀、カトリック教会ではミサ（聖体祭儀）、聖公会やプロテスタントでは聖餐式と呼ぶ。これらはキリスト教の祭の一種であるが、キリスト教では「祭祀」という言葉は用いられない。また主の晩餐を伴う礼拝の他にも、様々な礼拝・祈祷がある。
ただしキリスト教においても、降誕祭にはクリスマス・パーティ、受難節にはキリストの道行きを再現するパレード、復活祭には卵探しなどのイースター・パーティーが行われるなど、祭の局面は礼拝・儀礼・祈祷に限定されない。正教においては、斎が解かれた後の祭（降誕祭や復活大祭など）に御馳走を用意してこれを皆で食べるパーティを行ったり、十字行と呼ばれる行進を街中で行ったりする習慣もある。
復活祭・降誕祭などの重要な祭日名をはじめとして、司祭・聖体祭儀などの表現にも「祭」の概念・表現がみられる。
日本語訳聖書中においても、旧約聖書・新約聖書の両方に「祭」の翻訳がなされている。ただし、日本聖書協会の口語訳聖書では「祭」と表記されているが、新共同訳聖書においては「祭り」と表記されている。
正教会（ギリシャ正教）の一員たる日本正教会は、日常用語においても各種著作物においても、「祭」（まつり）もしくは「お祭」（おまつり）との言葉を単独で使う事を全く避けない。祭と斎（ものいみ）、祭日（さいじつ）と斎日（ものいみび）というように、喜ばしい時（祭）と、自らを喜ばしい時に備える時（斎）とを対比させるリズムは正教会の伝統に組み込まれて日常生活の規範となっており、これを説明する際に「祭」の語・概念が多用される。代表的な例として、正教会で最大の祭である復活大祭と、それに自らを備える期間である大斎（おおものいみ）がある。
同様のリズムの伝統は正教会に限らず、西方教会（カトリック教会・聖公会など）においても復活祭と大斎の形などにみられる。しかしながら殆どのキリスト教諸教派においては、日常用語として「祭」（まつり）という言葉は単独ではあまり用いられない傾向がある。「祭」の語を単独で用いる傾向が強いのは一部の例外を除き、殆ど日本正教会のみとなっている。

### イスラームの祭

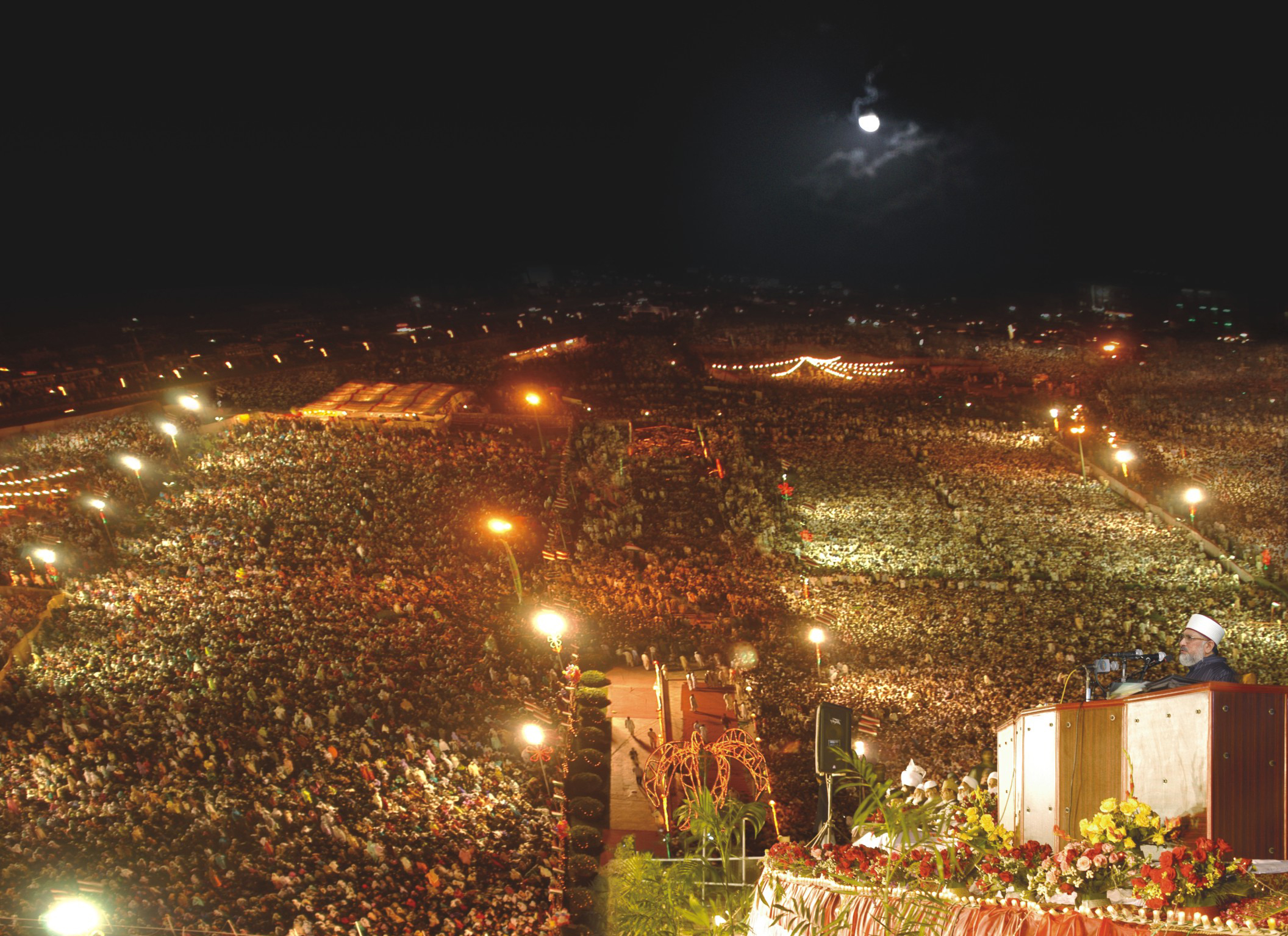
預言者生誕祭。パキスタンにて

イスラームでは、カーバ神殿に対して礼拝するサラートがある。
日を定めたものとしては、ムハンマドの生誕を祝う預言者生誕祭、ラマダーン終了後のイド・アル＝フィトル、イブラーヒーム（アブラハム）が息子を犠牲に差し出そうとした日を祝うイード・アル＝アドハー（犠牲祭）などがある。
イスラームの祭祀はほぼこの2つしか存在しない。四季があり、神道と日本仏教の影響を受けていることから数多くの祭祀が存在する日本と比べると、一神教の祭祀に対する関心は薄い。

### ヒンドゥー教の祭
ヒンドゥー教には、ホーリー祭、ダシェラ祭（en:Dussehra）、ディワーリー祭（en:Diwali）という三大祭がある。

### 仏教の祭
仏教各宗派共通で行われているものとしては、降誕会、成道会、涅槃会がある。
日本仏教で行われている祭については、#日本仏教の祭の節で説明。

## 各国の祭
それぞれの国における祭の詳細を説明する。

### 中国の祭

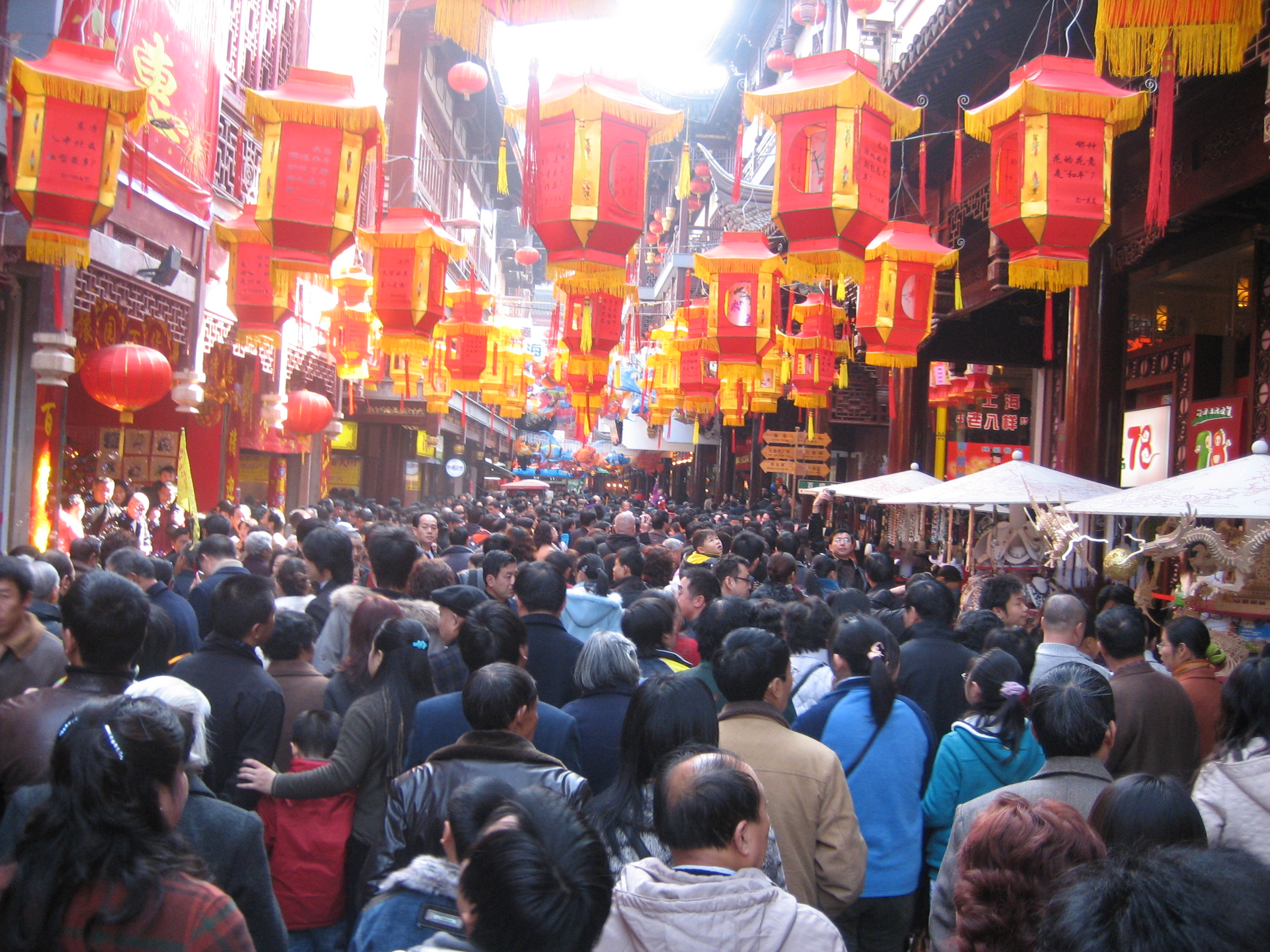
春節。上海にて

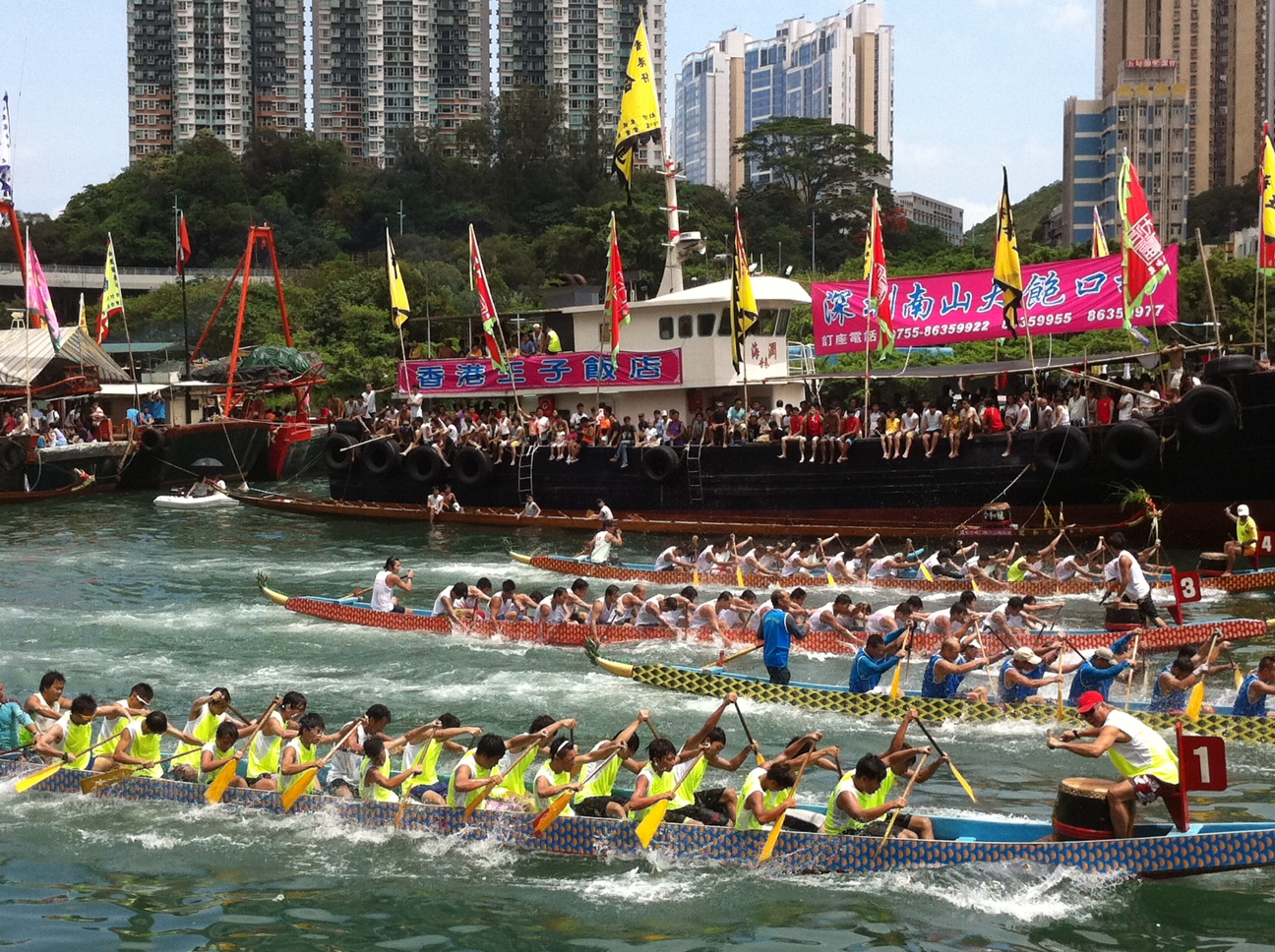
香港の龍船祭り

- 春節 - 旧暦の正月。旧暦は太陰暦なので太陽暦上の日付は毎年変動し、1月後半から2月前半あたり。実家に戻るなどして家族・親族が集い、爆竹を派手に鳴らし、花火を打ち上げる。花火や爆竹で大きな音を出すと邪気を追い払えると考える。春節では赤がラッキーカラーとされ、街中の建物の入り口には赤い対聯が飾られ、道路にも赤い提灯が掲げられる。旧暦の大晦日の夜12時前に家族で水餃子を作り始め、年を越し深夜1時ごろの子の刻に食べるという風習がある。春節の日に餃子を食べるとその年に富がもたらされると信じられており、餃子の中に1つだけ硬貨を入れておき硬貨が当たった人はその1年金運に恵まれる、とされている。北京の寺院では、春節の元旦から元宵節（）（旧暦の正月15日）まで縁日が開かれる。
- 関帝誕 - 関帝の生誕を盛大に祝う祭。旧暦（農暦・太陰暦）の6月24日。これは関羽が6月24日に誕生したと伝承されているため。
- 上海桜まつり - 毎年4月ごろ。上海の顧村公園などには、10,000本を超える桜の木がある。また上海の同済大学では古い桜の木を鑑賞できる。
- 洛陽の牡丹花祭り - 4月1日から5月5日まで。洛陽には牡丹園が多く、国立牡丹公園（中国国家牡丹园）、王城公園などで牡丹を鑑賞できる。
- 香港の龍船祭り - 旧暦5月5日。中国の特別行政区香港で開催される伝統行事。ニ千年以上前、腐敗した政治に抗議して川に身を投げた屈原の死を記念する祭り。儀式と催事から成る。儀式では屈原や神々に香を捧げる。次に催事として漁師たちの舟のレースが行われる。舳先（）に龍の頭、船尾に龍の尾がついた舟に漁師たちが乗り込んで漕ぎ、川岸では歓声と太鼓の音が響く。人々はちまきを食べる。

### 日本の祭

#### 日本列島での祭りの歴史
縄文時代の祭り
縄文時代の日本列島には縄文人が住んでおり、縄文人は主に狩猟・採集で生きていたと考えられている。
縄文人はムラの広場や聖なる場所で土偶を使った祭りを行っていたという。山梨県に残る縄文時代の遺構には保存状態が良いものがあり、200以上の土偶に加えて石剣や独鈷石、石棒、丸石、翡翠製の垂飾などの遺物が発見されており、さらにシカやイノシシなどの動物の焼けた骨も多数出土しており、どれも祭りに関係があるものと考える人がいる。
縄文社会ではイノシシは「神の使い」として重要なシンボルだった。だから縄文土偶にいち早く描かれ、多くの動物土偶のモデルがイノシシとなった。縄文人は重要な儀式としてイノシシ祭りを日本全国で行っており、たとえば佐渡ヶ島や伊豆半島でも北海道でも行っていた。イノシシ祭りというのは、現代流に言ってしまうと、春の出産期に捕獲したイノシシの子を初冬まで飼育して、これを殺してその肉を供食する祭りである。この祭りを行っていた縄文人の世界観に基づいて何をしていたか説明すると、神の使いであるイノシシの霊と肉を分離して、霊のほうを神の国に送り返し、イノシシの霊がまるで衣服のように着ていたイノシシの肉体のほうは、もう霊は神の国に戻り肉体は不要になったのだから、それをありがたくいただく、という祭りである。イノシシ祭りの痕跡、遺物として残された骨はどれも強く焼かれている。縄文人にとって《イノシシ祭り》はよほど重要だったらしい。北海道にはイノシシは生育していないが、縄文人のうち北海道で暮らす人々は、イノシシをわざわざ本州から北海道まで生きたまま丸木舟で運んでからイノシシ祭りを行っていた。北海道の北の頂点あたりに位置する礼文島にもわざわざイノシシを本州から運んでイノシシ祭りが行われていた痕跡が残っている。苫小牧の柏原五遺跡からはイノシシの骨が40体分も出土している。それほど縄文人にとってはイノシシ祭りは重要だったのである。
イノシシ祭りは縄文社会にとって重要な存在であると同時に、縄文の流れを汲むアイヌ社会（下で説明）で後に、ある重要な出来事、本州でイノシシを調達して運ぶことができなくなった際にやむをえずイノシシの代わりに熊で同様の儀式を行うようになる、という出来事が起きた。これがイオマンテ（熊送りの儀式）である。
（予備知識）縄文人のDNAとアイヌ、沖縄人、日本本土人の3者のDNAの比較、ゲノム分析をすると、アイヌ、沖縄人、日本本土人の順で遺伝的関係が深いと分かっている。そしてアイヌはもともとは主に狩猟・採集をする人々だったことが分かっている。アイヌは、本来の日本列島の住民である縄文人の流れを、遺伝的にも、文化的にも一番汲んでいる存在なのである。
アイヌの他の祭りにもここで触れておく。アイヌは8月に「ふるさと祭イチャルパ」、9月に「フンペ（鯨）祭イチャルパ」、11月に「ししゃも祭」という３つの祭を行っており、これをアイヌ三大祭と呼んでいる。
弥生時代の祭り
弥生時代の紀元前9世紀-紀元前8世紀ころに、大陸から（主に、現在の中国南部あたりから。あるいは一部は大陸から朝鮮半島経由で）組織的水田耕作と金属器の文化を持った人々が北九州や本州西部（中国地方の北側。現在の山口県や島根県など）に渡来し始め、在来の縄文人と混血しながら、ゆっくりゆっくりと周辺（近畿あたりまで）に広がった。これが現代の日本に住んでいる人々を形成した過程の始まりであった。当初は混血がさほど進んでいなかったので、「（あきらかな）縄文人」と「（あきらかな）渡来人」と「縄文人と渡来人の混血」とがこの日本列島に住むような状況になったと考えられる。
弥生時代の日本列島ではどのような祭りが行われていただろうかについて。在来の住人である縄文人は従来通り、縄文人の祭りを行っていただろうと考えられる。一方、弥生時代の渡来人にとっては、豊かな実りがもたらされることを祈る祭りが一番大切だったと考えられる。農耕にともなう祭りは弥生時代になってから渡来人が米作りとともに伝えたものである。渡来人たちは祭りに銅鐸を使ったらしい。銅鐸は朝鮮半島にあった小さなベルを日本列島で発達させた青銅器であり、近畿地方を中心に分布しており、表面には幾何学的な文様がほどこされ、神戸市桜ヶ丘遺跡から出土した銅鐸には、働く人の姿や鳥、亀など動物の姿が描かれている。当初は祭りで打ち鳴らされ神々しい金属の音を響かせる道具だったと考えられ、次第に銅鐸そのものが神的な霊力の象徴として崇拝の対象となったと考えられている。音を鳴らして聞くために使われていた銅鐸が、仰ぎ見る銅鐸へと変化し、打楽器としての機能を失った銅鐸は巨大化し、１メートルを超えるものまで現れた。だがそのような銅鐸も、弥生時代の終わりころになると、お墓を舞台として祖先の霊をまつる新しい種類の祭りが広まるとともに使われなくなり、銅鐸は最後は破壊されたり土の中に埋められたりしたという。つまり考古学者が多数まとめて発掘する銅鐸は、弥生末期の人々がもう祭りに使わなくなって、まとめて廃棄した銅鐸だった可能性は高い。
江戸時代の祭り
江戸時代の祭りは、市井の庶民にとって最大の楽しみの1つだった。江戸市中では「二大天下祭り」と呼ばれた神田祭りと山王祭りに限って将軍の御照覧があったため、特に気合が入れられたという。しかし庶民層から「分限者（金持ち）」と名指しされる地主や商人、中流の所得者たちにとっては、それなりの出資を求められる悩みの種であった。町によって差分はあったが、最低でも4～50両。多い時は200～500両の出費となり、日頃から資金を貯めておく必要があった。また、誰がどれだけ出資したかの内訳が貼り出されて公にされるため、少額の出資者は「町の面汚し」として、祭りの最中に、神輿を担いだ若衆たちに店を土足で踏み荒らされるなどの制裁を受けることもあった。出資者たちは祭りの一週間前から、幔幕張りや屏風立て、隣近所や取引先の招聘、振る舞い酒や御馳走（おこわや煮しめなど）の準備に追われた。一方で長屋などの居住する庶民は一切身銭を切らず、逆に自分たちが使う山車などの道具類を大家に強請ることもできた。長屋住まいの庶民たちは祭りの際に仮装行列を行うことが多く、「連」と呼ばれた同好会が、各々、趣味を反映した仮装を行った。
現代

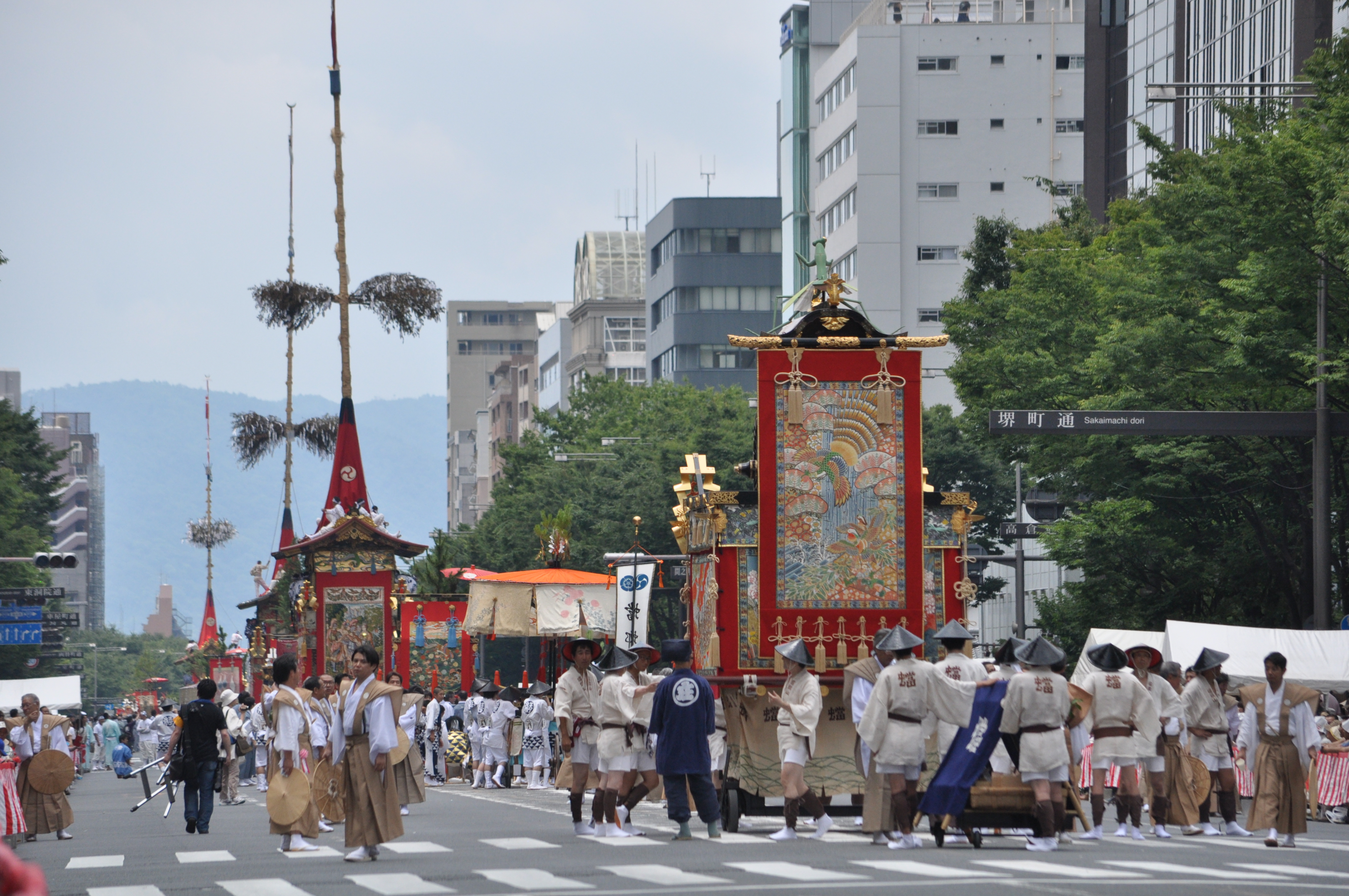
京都八坂神社の祇園祭。疫病退散を祈願する。前祭山鉾 御池通巡行／2017年7月17日撮影。

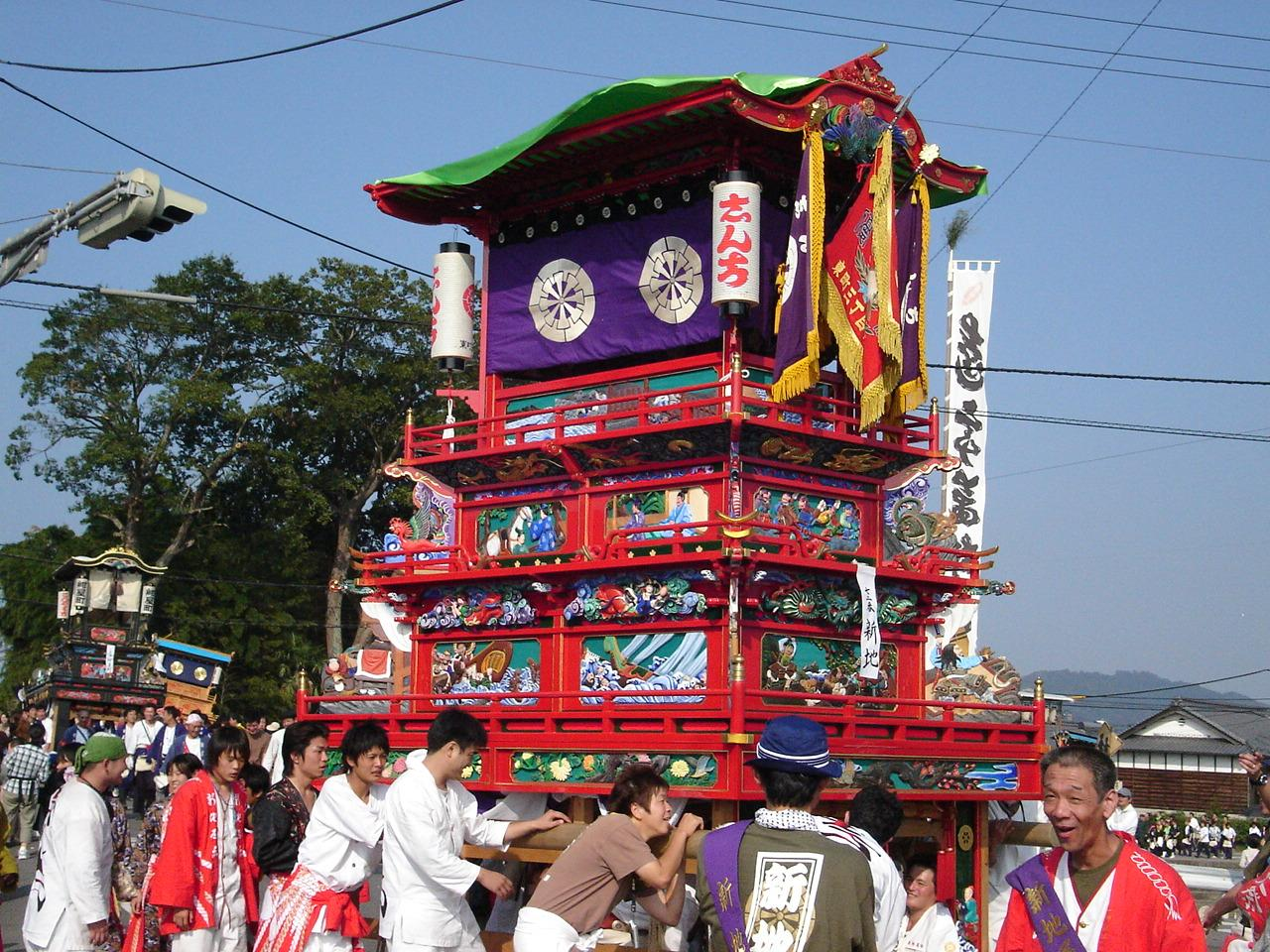
西条祭りのだんじり

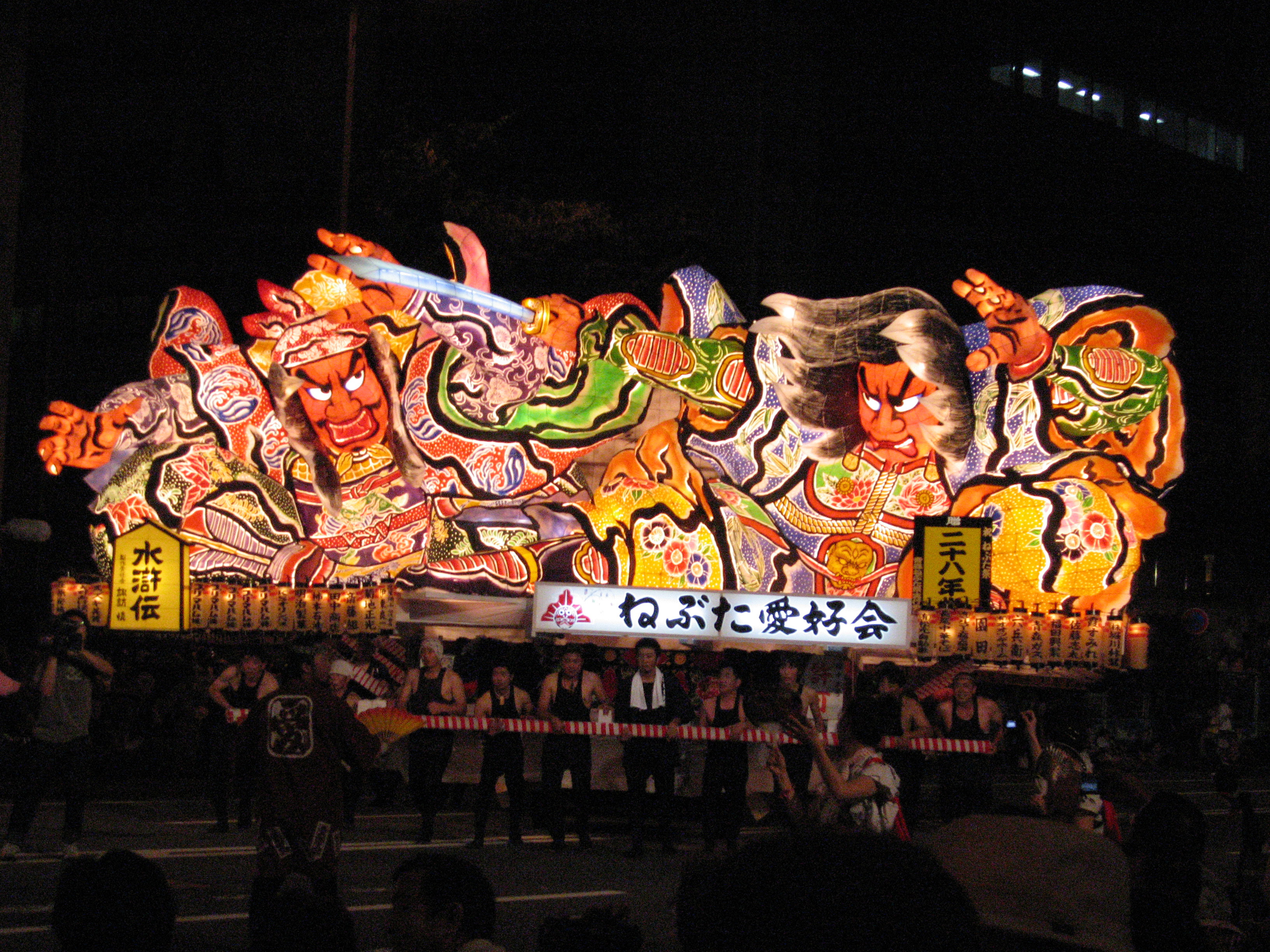
青森ねぶた祭のねぶた

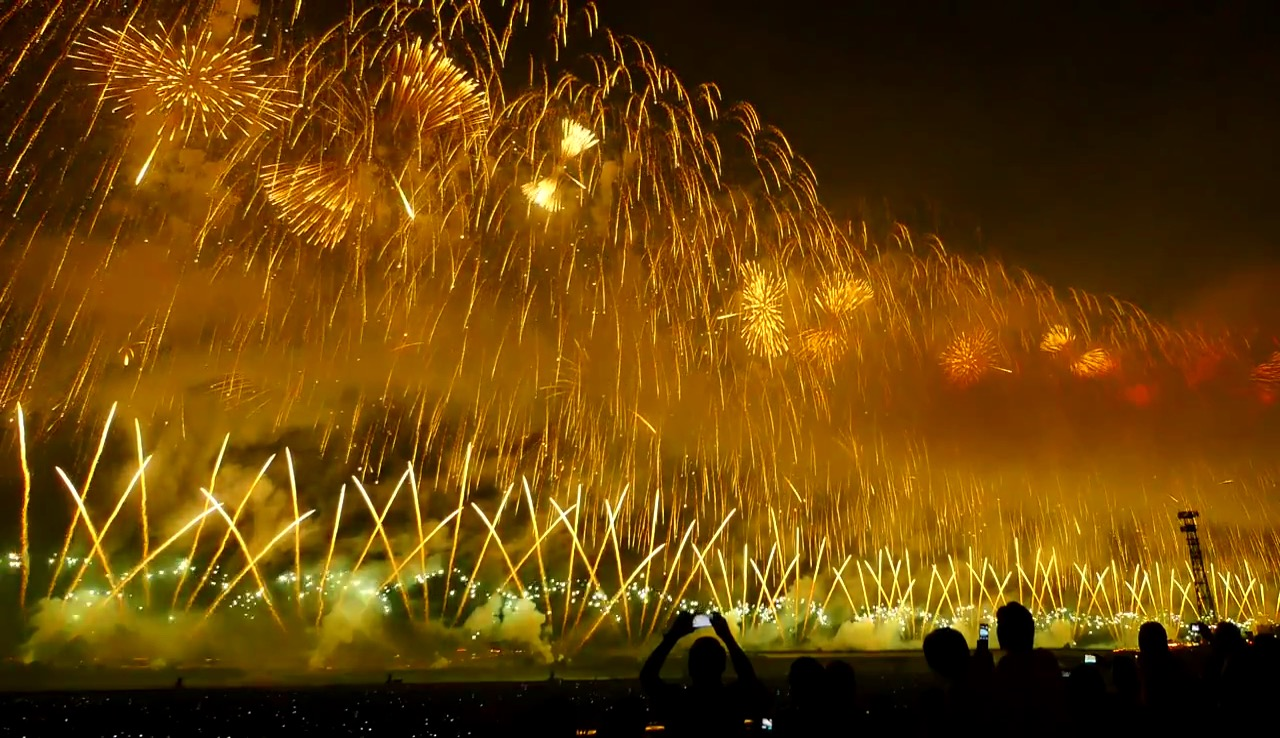
長岡まつり。長岡空襲（1945年）からの復興祈願を起源とする。大花火大会は新潟県中越地震（2004年）の翌年以降、災害からの復興を祈願する「復興祈願花火フェニックス」も打ち上げられるようになった。

現代の日本の祭礼は、神道以前から存在する民間信仰色の強いものも多いが、日本では各地の民間信仰を神道が取り込んでいった歴史もあるので各地の民間信仰と神道が入り混じったものは多く、道教の信仰・習俗の影響を受けているものも多く、神道の祭りもあり、仏教の祭りもあり、神道と仏教の両方の影響を受けているものもある。北海道ではアイヌの祭りも行われており、沖縄では沖縄の祭りが行われている。
現在一般的な意味での祭は、神社や寺院をその主体または舞台として行われることが多い。その目的や意義は、豊作の「五穀豊穣」を始め、「大漁追福」、「商売繁盛」、「疫病退散」、「無病息災」、「家内安全」、「安寧長寿」、「夫婦円満」、「子孫繁栄」、「祖先崇拝」、「豊楽万民」、「天下泰平」などを招福祈願、厄除祈念として行われるもの、またはそれらの成就に感謝して行われるもの、節句などの年中行事が発展して行われているもの、偉人の霊を慰めるために行われるものなど様々である。その目的により開催時期や行事の内容は多種多様なものとなっている。また同じ目的、祭神の祭りであっても、祭祀の様式や趣向または伝統などが、地方・地域ごとに大きく異なる場合も多い。
祭の目的が時代の変化によって参加者達の利害とは離れてしまったものも多く、行事の内容も社会環境の変化等により変更を余儀なくされた祭もある。それらの結果、祭を行うことそのものが目的に成り代わっているような、目的から考えると形骸化した状況の祭も多い。このため、全くの部外者や、見物する者や参加する者という当事者にとっても「祭＝楽しいイベント（お祭り騒ぎ）」という程度の認識しか持たれないことが多く、祭のために仕事を休むということは、例えば葬儀のためにということなどと比べると遥かに理解が得られにくい状況にある。
一般的に神社における祭礼には、神輿（神様の乗り物）をはじめとして山車・太鼓台・だんじりなどの屋台などが出されることが多く、これらは地方によって氏神の化身とみなされる場合や、または神輿を先導する露払いの役目を持って町内を練り歩き、それをもてなす意味で沿道では賑やかな催しが行われる。また、伝統などの違いにより例外もあるが、多くの祭りにおいては工夫を凝らした美しい衣装や化粧、厚化粧を施して稚児、巫女、手古舞、踊り子、祭囃子、行列等により氏子が祭礼に参加することも多い。今日では世俗化も進んでいるが、今なお祭の時は都市化によって人間関係の疎遠になった地域住民の心を一体化する作用がある。変わりない日常の中に非日常の空間を演出することによって、人々は意味を実感する営みを続けてきたのである。
基本的に神事としての祭りは厳粛な場面と賑やかな場面の二面性を持ち、厳粛な場面では人々は日常よりも厳しく、伝統や秩序を守ることを要求される。しかし一方で、日常では許されないような秩序や常識を超えた行為（ふんどし一丁、男性の女装等）も、「この祭礼の期間にだけは」伝統的に許されると認識する地方が多く、そのため賑やかな場面を指して「お祭り騒ぎ」などの言葉が派生している。
神道と仏教の両方の影響を受けた神仏習合の色が濃いものとしては、土着の祖霊信仰や言霊の呪術性を帯びた念仏踊りを取り入れた盆踊りがあり、習合した盂蘭盆会に繋がる。また、神事から発達した田楽・猿楽などが能など後の日本中世伝統芸能を形作る素地となった。

#### 祭りの呼称
「祭」は様々な種類のものが各地で行われているため、ある地域で祭と言っても、どこのどの祭を指しているのか判断しにくい。このような場合、その祭が行われる地域名と、祭礼の行事の内容や、出し物の名前を指す名称を、組み合わせた名前で呼ばれることが多い。ただし、その祭の行われる地域の中では、正式な名称を短略化して呼ぶことも多く、時としては、行われる寺社などの名称に「（お）○○さん」または「（お）○○様」などの敬称・愛称をつけ、簡略化した祭りの通り名もある。

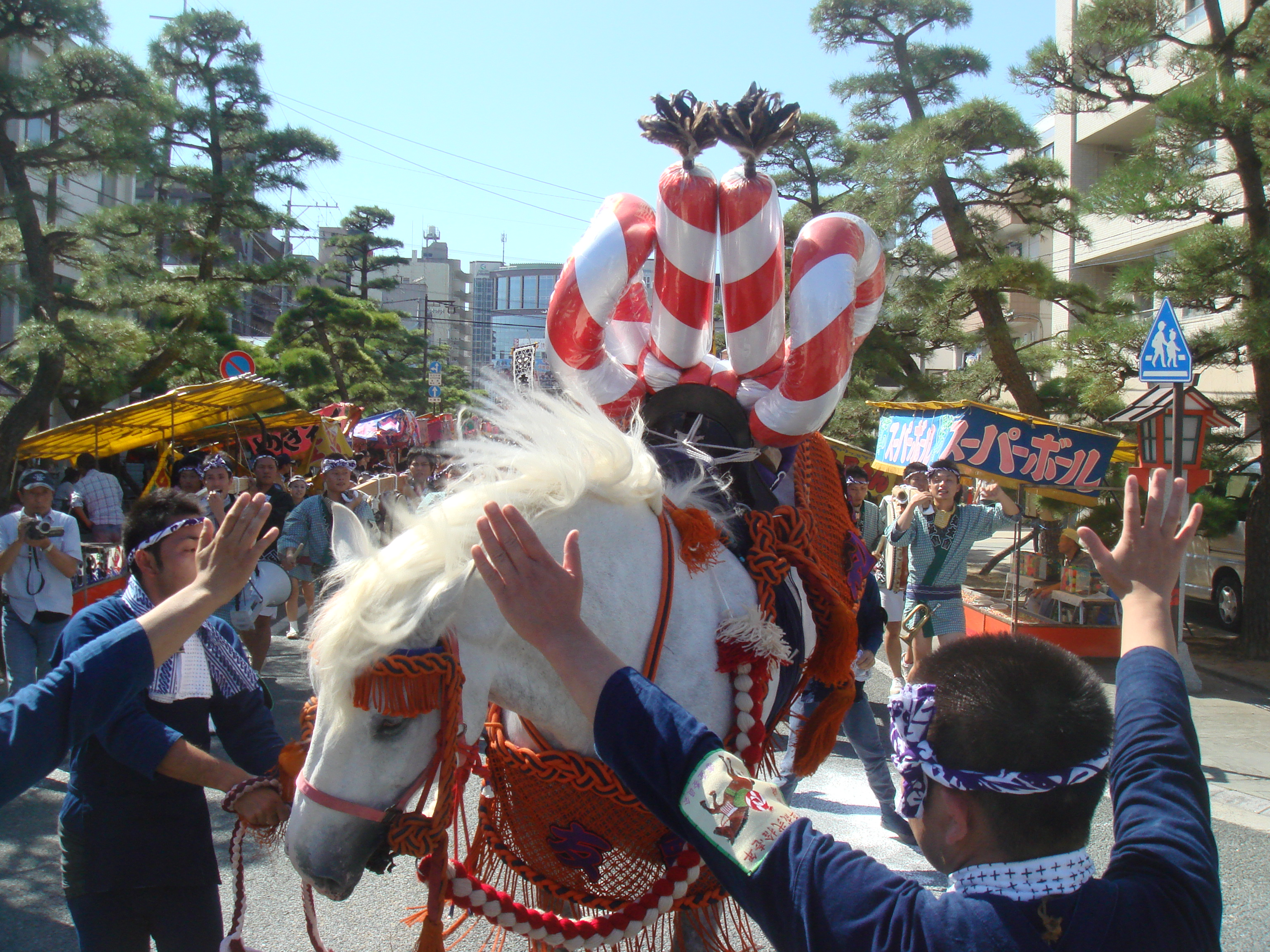
藤崎八旛宮秋季例大祭の飾り馬
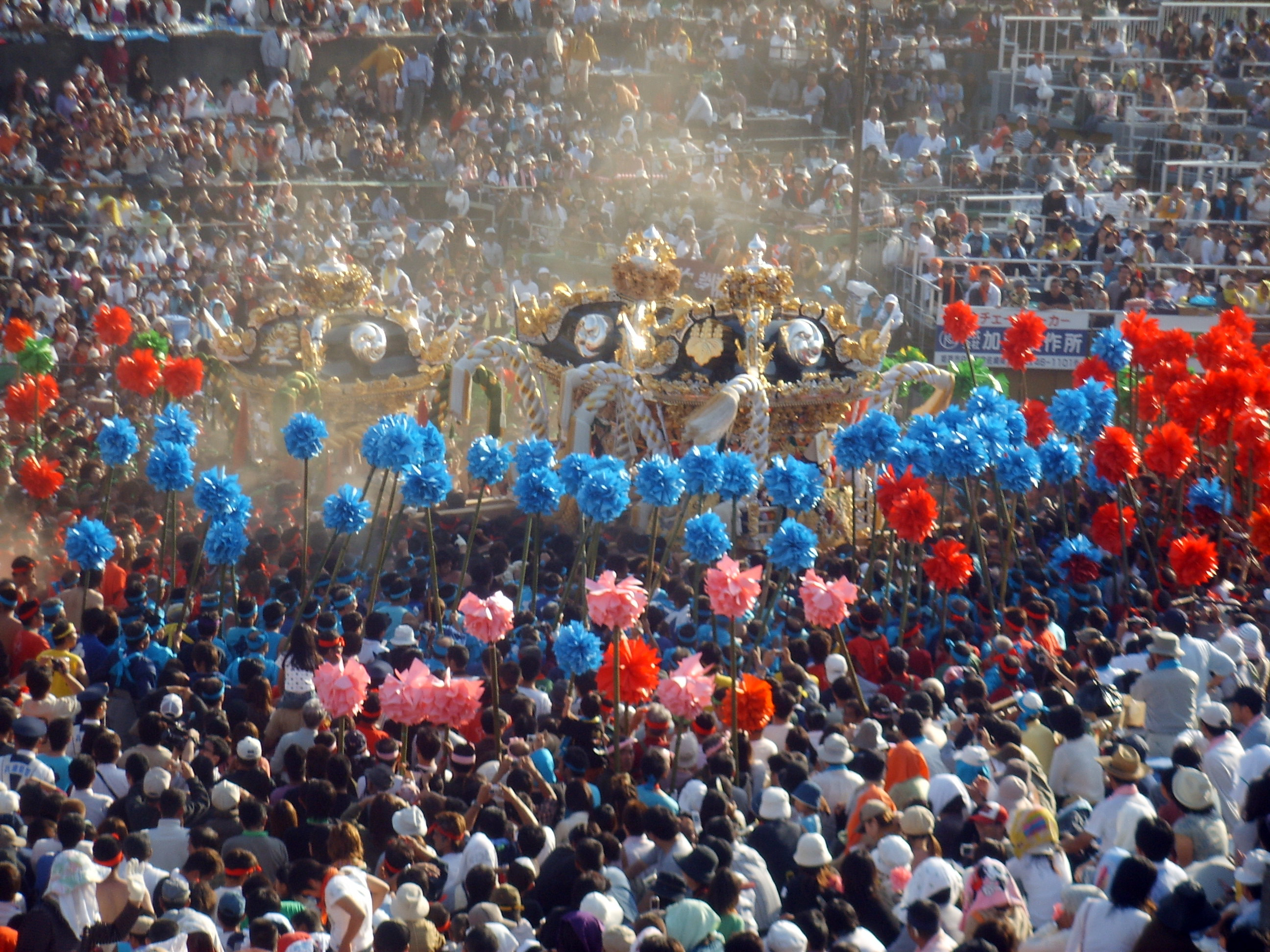
灘のけんか祭りのヤッサ屋台
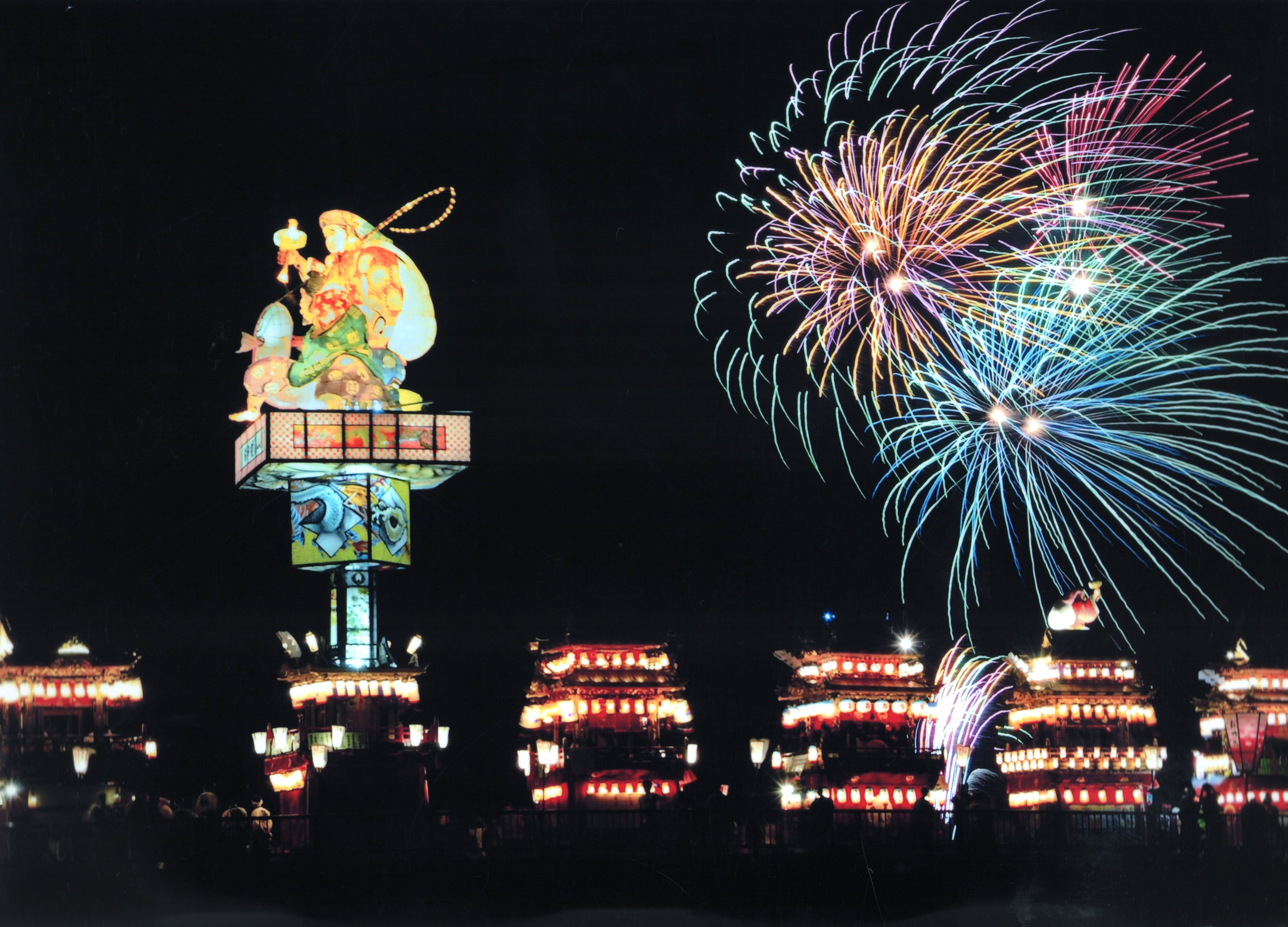
飯田町燈籠山祭り、高さ約16mの人形山車（燈籠山）
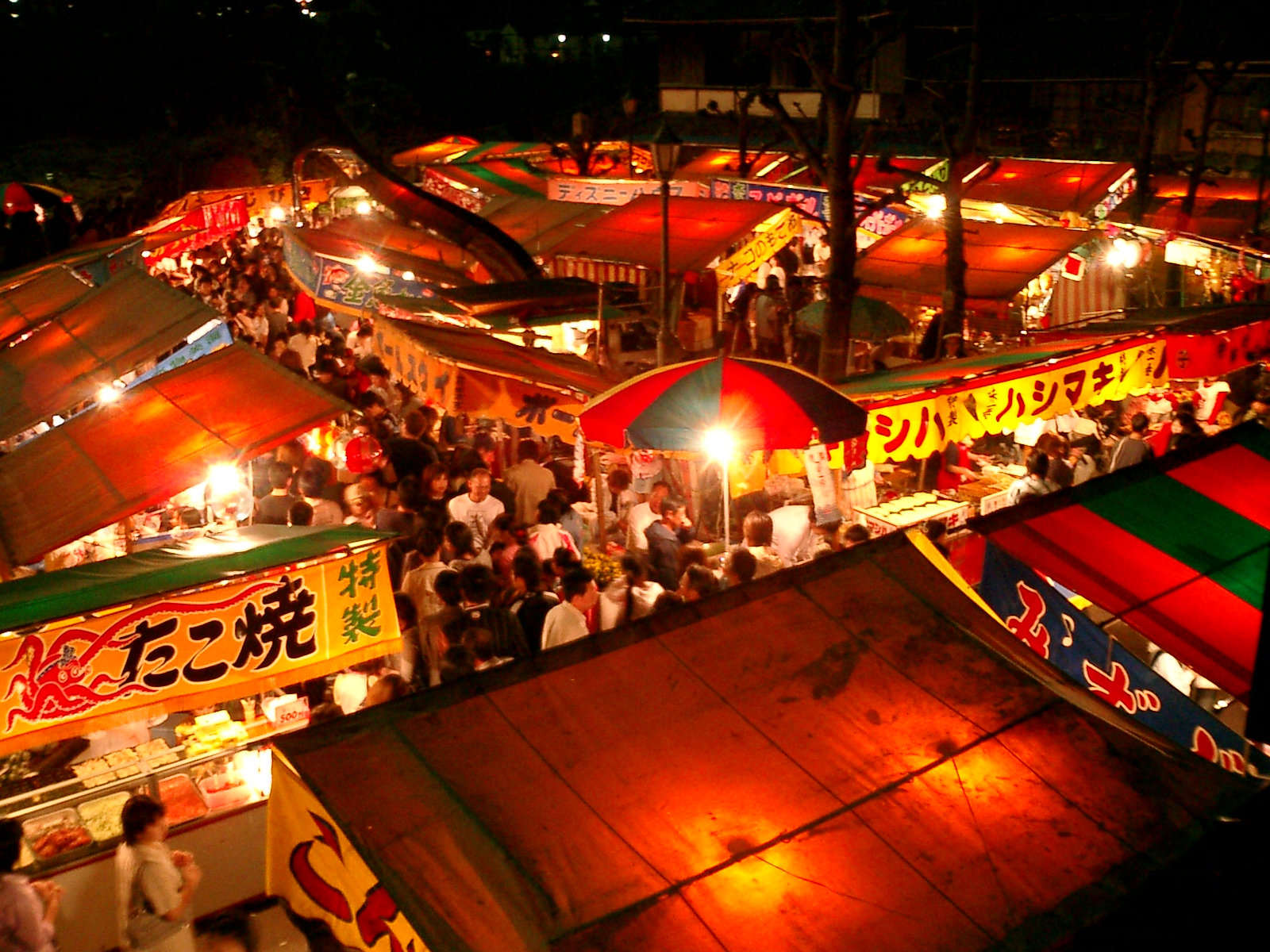
兵庫県加東市で開催された花まつり・鮎まつりの夜店。2005年

#### 神道の祭

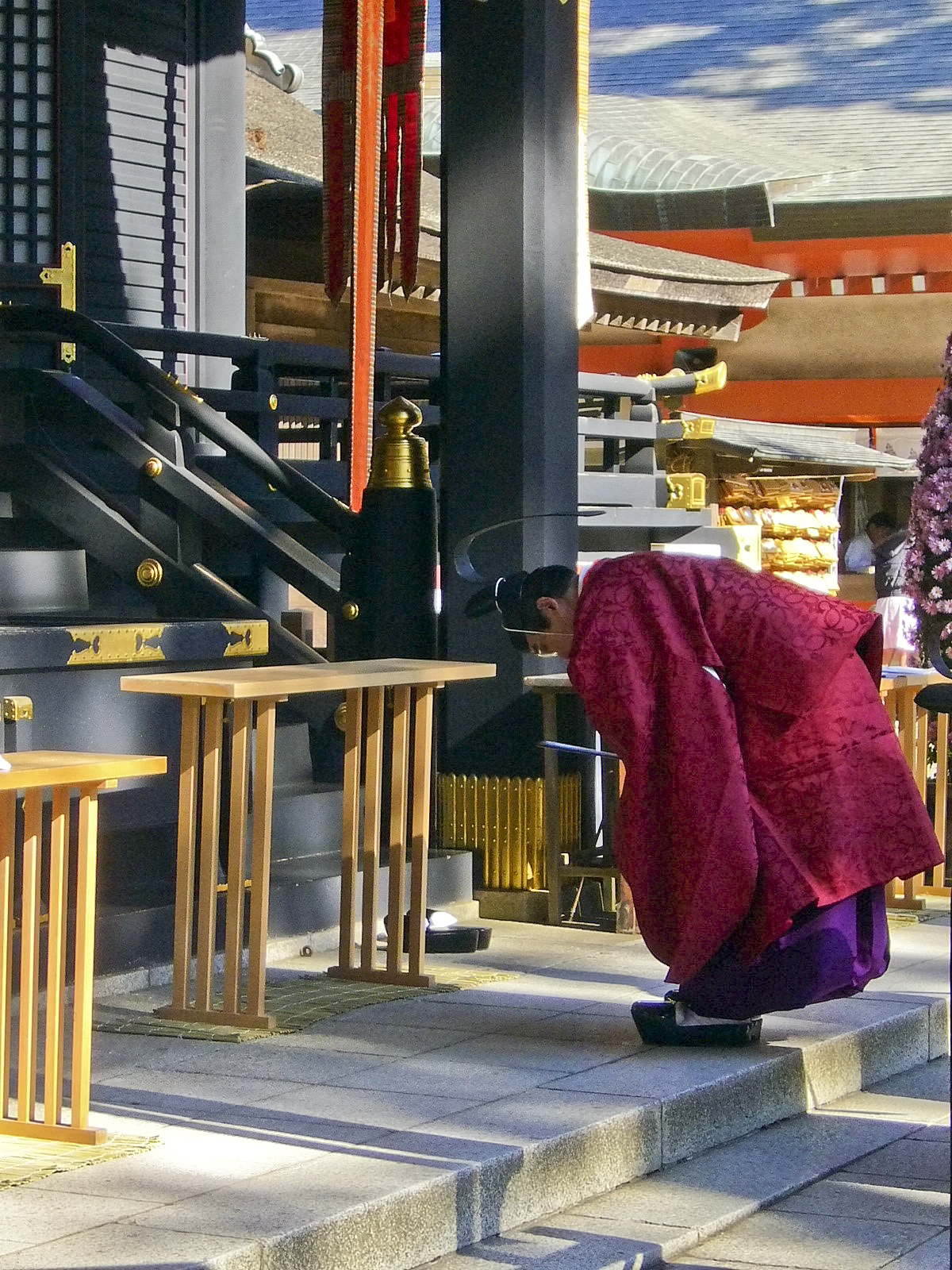
神道の新嘗祭

- 神道の祭祀 - 祭祀は、神社神道の根幹をなすものである。神社に鎮座する神霊、および神霊が宿る御神体に対し、儀礼が行われている。これが神社神道における祭祀である。神霊をその場に招き、神霊を饗応し、神霊を慰め、人間への加護を願うものである。さまざまな儀礼・秘儀が伴うこともある。
- 建築祭礼 - 朝廷や幾内を中心とする社寺に属した技術者が陰陽道の知識を深く保持し、特に法隆寺や四天王寺などに属した大工は、流派を形成し、その技術と知識は秘伝として口伝にて継承していた、と建築史学者内藤昌が文献に記載している。陰陽道として、神道、仏道、道教と深く関わっており、建築儀礼、及び祭祀において、建物やその住まい手の繁栄を祈願する儀式、祭祀がおこなわれてきた。1981年（昭和56年）に番匠保存会が設立され、現在も京都、奈良において番匠（位の高い大工）による秘儀、建築祭礼の秘伝の伝承、継承は続いており、現在でも春日大社、興福寺などの造営では、番匠棟上槌打という建築祭礼、建築儀式が行われている。

#### 日本仏教の祭

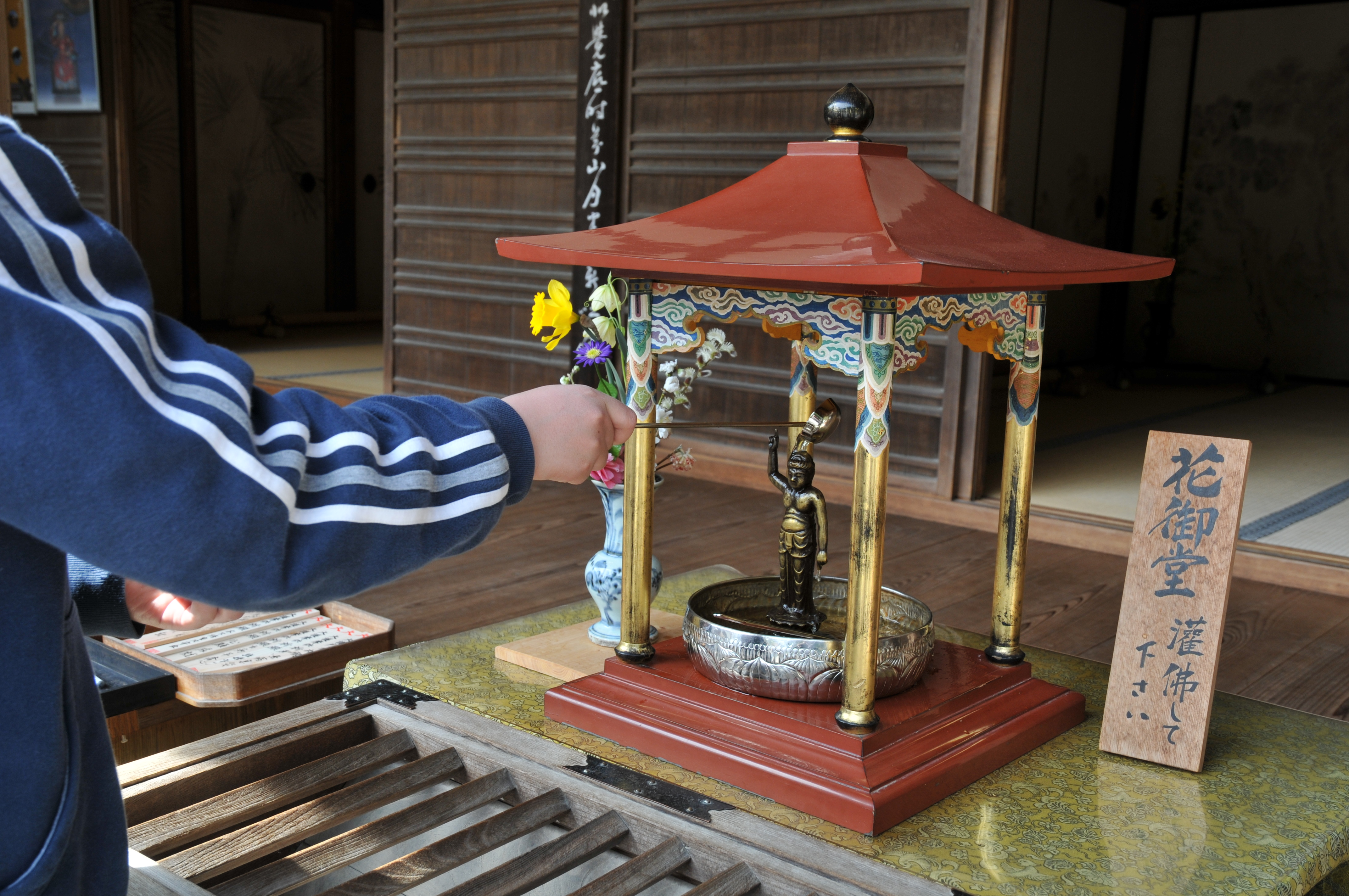
花祭り。灌仏会とも。

寺院において、仏像・仏塔・名号本尊・曼荼羅を用いて儀礼が行われている。通常は仏事・法要・供養などと呼ぶ。釈尊が生きていた時代には、祭祀の対象となるものは存在していなかったがその後は仏像・仏塔が登場し仏像や仏塔を用いた儀礼が成立したので、日本に仏教が伝わったときにはすでに仏教的な儀礼が存在していた。
- 花祭り - 花祭りは灌仏会（）や降誕会（）とも言い、4月8日に誕生仏（釈迦像）を囲った小さなお堂、花御堂（）が安置され、参拝者は誕生仏と呼ばれる仏像に甘茶をかけてお祝いをする。甘茶を浴びせるので浴仏会（）とも言う。灌仏会の「灌」も同じ意味である。花御堂の周囲に色とりどりのきれいな花が大量に供えられることも多い。この花祭りは、仏教各宗派で広く行われており、特定の宗派によるものではない[17]。インドで行われ、中国で大々的に行われるようになったあと日本に伝わり、日本で最初の花祭りは西暦606年に奈良県の元興寺で行なわれたものだとされている[17]。花祭りで使われる甘茶は、ユキノシタ科のアマチャという木の葉を蒸して揉んで乾燥させてから煎じたお茶である[17]。砂糖を入れなくても自然な甘みがあり、漢方薬としても使用されているもので、健康に良いとされ、花祭りの会場で甘茶が参拝者に振る舞われることもある[17]。

#### 富士講の祭
富士講は富士山を信仰の対象としており、毎年、富士山開山日の前日の6月30日と当日の7月1日に各地の富士塚で祭が行われている。
たとえば東京都北区十条の十条冨士講では、毎年、富士山の山開きに合わせて6月30日と7月1日の2日間に渡り十条冨士講祭礼（通称：お冨士さん）が行われる。この2日間、十条と東十条の間の、普段は閑静な住宅街の道路の両脇約400メートルに多くの露店が出店する。言い伝えでは、この日に冨士塚（十条の富士塚の所在地：東京都北区中十条2-14-18）に登って参拝すれば富士登山で参拝するのと同等のご利益があるとされている。
- 富士山での富士講の祭 - 富士山麓に住む御師や富士山と生活を共にしてきた上吉田地区の人々にとって古くから「富士山開山前夜祭」と「富士山開山祭」は夏の到来を告げる大きな行事だったが、昭和39年の富士スバルライン開通により富士登山のスタイルが大きく変化し、富士山駅と北口本宮冨士浅間神社を基点とした吉田口登山道と富士講は急激に衰退したが、富士講の人々により守り継がれてきた信仰による登山のスタイルは、その後再び注目を集めるようになった[19]。そして平成2年（1990年）からふじよしだ観光振興サービスは富士講の歴史と吉田口登山道のPRのために「富士山開山前夜祭」の中で「富士講パレード」を実施しており、伝統的な行衣を身にまとった富士吉田連合婦人会の女性たちや富士保育園の園児、各地より集った富士講講社の人々がパレードに参加し、パレード終了後に神社で富士登山の安全祈願の神事が行われ、本殿西の鳥居に設えられたしめ縄を手力男命（）が木槌で断つ「お道開き」の儀式を行い、富士登山の開始を告げる[19]。7月1日は北口本宮冨士浅間神社で神事のみ行われる[19]。

### ドイツの祭
ドイツではオクトーバーフェストが最大規模であり、また世界最大規模の祭でもあり、毎年約600万人を集める。

### インドネシアの祭
インドネシアでは、トラジャ族による大規模な葬祭が知られ、首狩りとの関連も指摘される。ボロブドゥール遺跡のワイシャック。

### 複数の国をまたぐ祭り
- クリスマスやイースターは、世界各地のキリスト教文化圏の祭礼である。ただしアメリカや日本などではクリスマスは世俗化してイベント化している。
- 感謝祭（Thanksgiving day） - 北米で祝われる。アメリカでは毎年11月の第4木曜日、カナダでは毎年10月の第2月曜日に祝われる。
- カーニバル（謝肉祭）。主にカトリック国で四旬節の直前の期間に行われる、お祭り騒ぎ。宗教的な意味があるわけではなく、むしろその反対の動機で行われており、かつて肉食や良くない行いを控えるという規則が定められていた四旬節の直前に、世俗をむき出しにして、羽目を外して乱痴気騒ぎをするようになったことが直接の起源。
- ハロウィンは、キリスト教とは無関係であり、イギリスのイングランドやウェールズなどのペイガニズムに起源を持つ世俗的な祭りであり、イギリス系の移民によりアメリカ合衆国にも広がった。キリスト教とは無関係であり、カトリックの総本山のバチカンのあるイタリアや南ヨーロッパではほとんど行われない。
- フェスティバル - その他の宗教的な祭りや商業的な催しもの。伝統的では、ないものも含め世界各地で様々なスタイルで行われる。観念や日本の語彙としては「催しもの」といったほうが近い。
- 4大祭典競技（英語版） - 神に奉納される4大スポーツフェスティバル
  - 古代オリンピックも、ギリシャの神々に捧げる祭典に伴う行事が起源である。

## 非宗教的な催事
現代では、先祖や霊などは抜きで、定期的に人が大人数集まって行う行事も祭である。

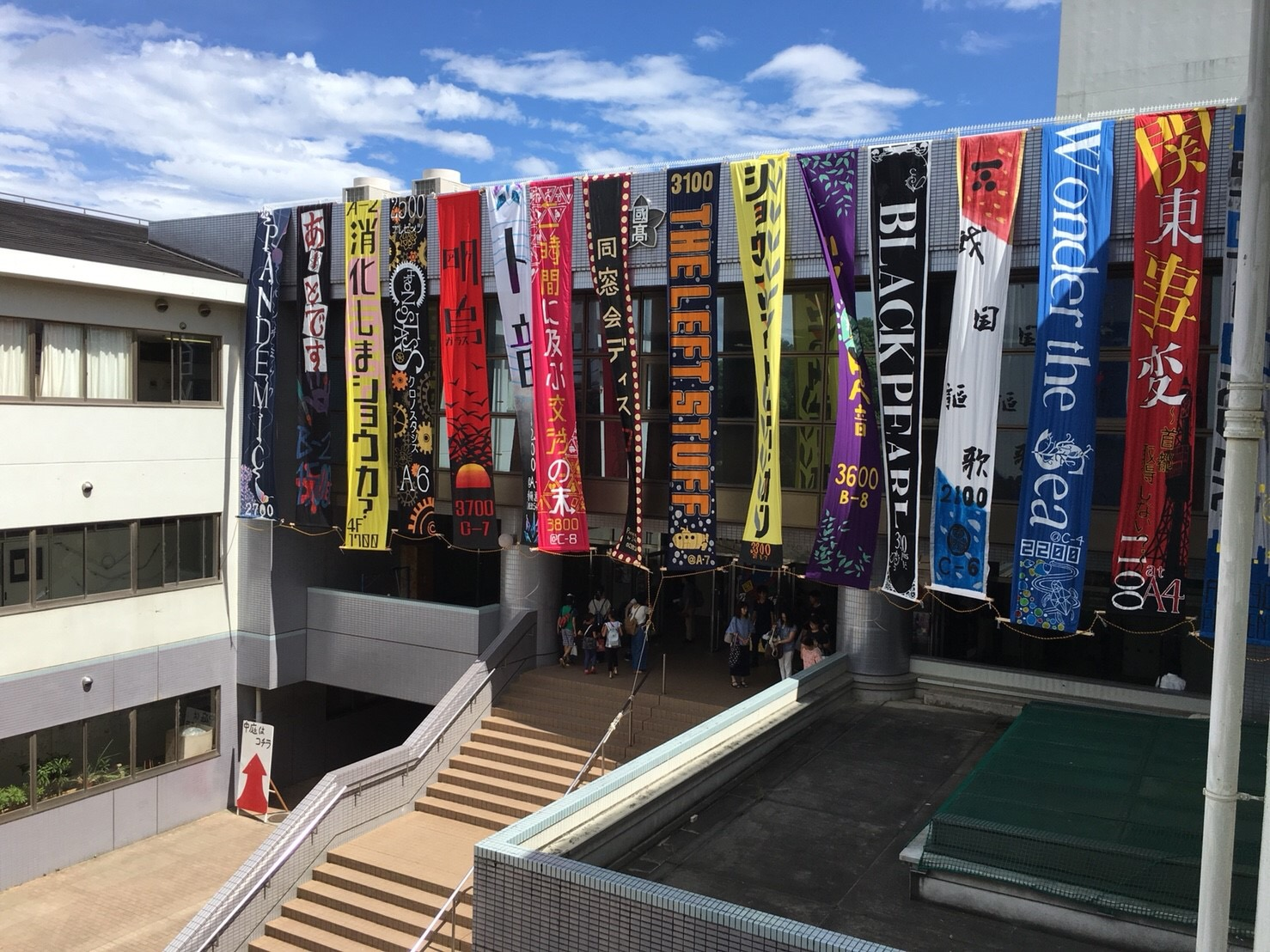
高校の文化祭

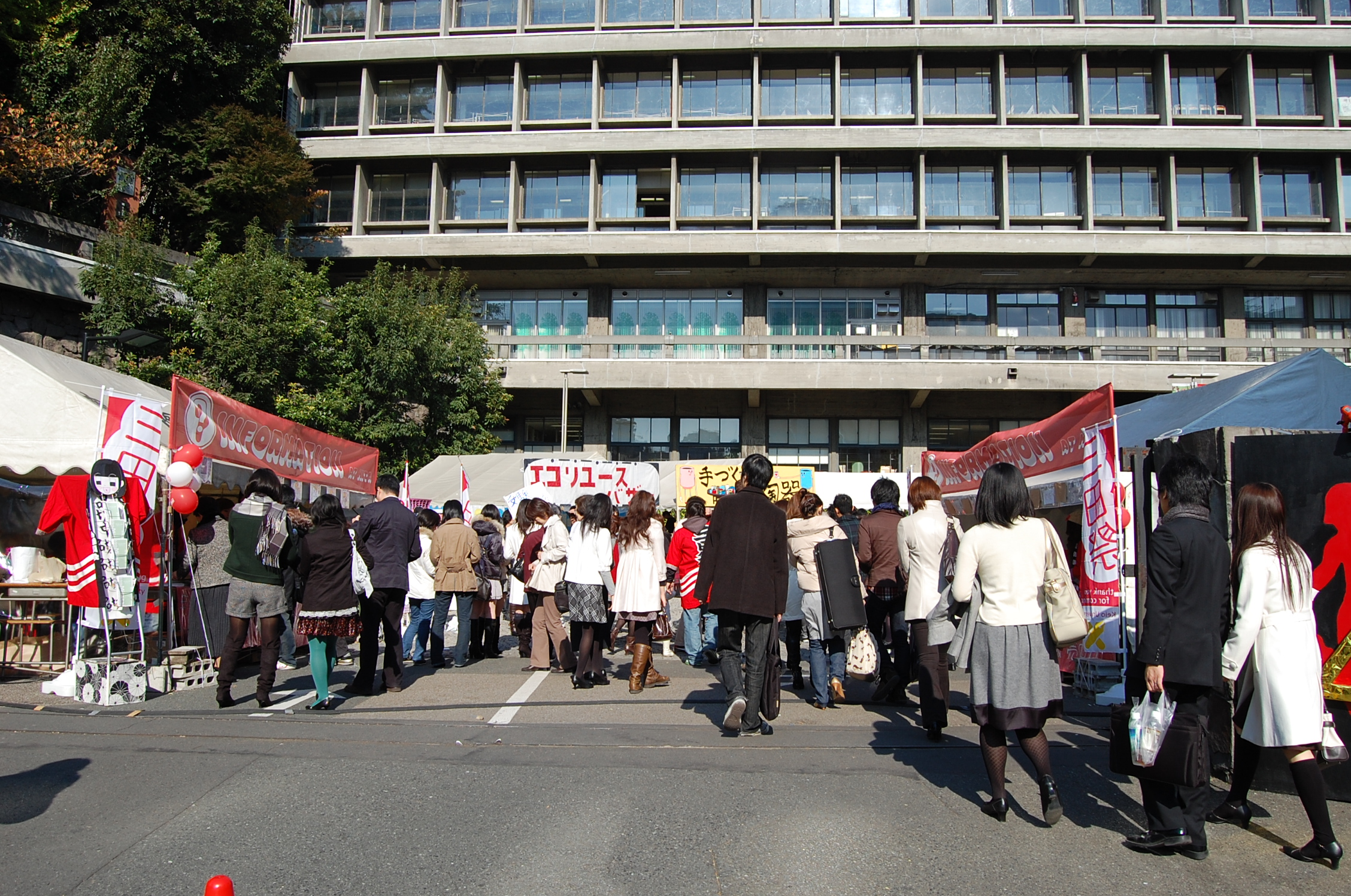
三田祭。慶應義塾大学の大学祭

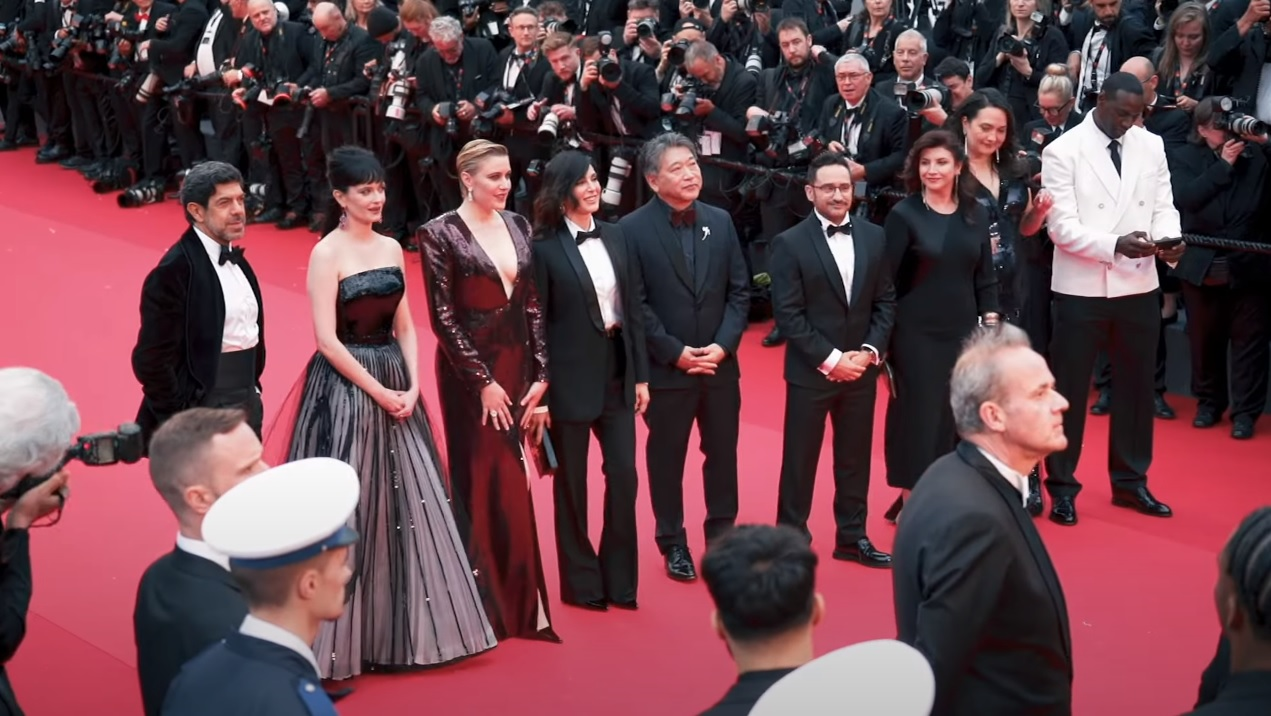
映画祭のレッドカーペット

- 近代オリンピック - 平和の祭典。フランスの教育学者クーベルタン男爵の「スポーツによる青少年教育の振興と世界平和実現のために古代オリンピックを復興しよう」という呼びかけに応じて、古代オリンピックが19世紀に復興され、世界中からオリンピアンが集う祭典に成長した。4年のオリンピアードのサイクルで、夏のオリンピックと冬のオリンピックが開催される。あくまで平和のための祭典であり、侵略戦争を行っている国は参加が認められない。
- 学生主体で毎年行う催事
  - 中学、高校などの文化祭 - 中学や高校の生徒が主体となって、展示・講演・演奏・演劇上演などを催す行事。保護者を中心に他校の生徒も訪れる。
  - 大学の大学祭 - 大学生が主体となって行い、学外の人々、一般市民も多く訪れる。
- 芸術の祭り（en:Arts festivals）
  - 芸術祭
  - 映画祭 - 映画業界の祭典であり、新たに制作された映画作品の上映を行い、優れた作品の選考・表彰を行い、映画作品を売り込む側と劇場で上映するために映画作品を買い付ける側が出会い商談を行う市場機能も備えている。
  - 音楽祭 - 期間を定めて音楽演奏会を集中的に行う祭。
- その他、特定地域の特定業界の祭り
  - 神田神保町の古書祭り - 神保町の古書店業界の祭。神保町に古書店が集中し古書店街が形成されており、「春の古書まつり」など、定期的に祭が開催され、「古書のワゴンセール」など古書の安売りや、甘酒無料配布や音楽演奏会などが行われる[20]。
  - 横浜中華街の祭り。横浜の元町に中華料理店が集中し、大規模な中華街が形成されており、春節の祭（旧暦の正月の祭）など、一年に数度、中国の伝統の祭が開催される。
- 特定の企業が、特定期間に集中的に行うセール、値引き販売、販売推進活動。感謝祭などと命名されることもある。
  - Amazonプライム感謝祭 - 毎年夏にプライム会員限定を対象に行われる特別なセール。
  - 楽天大感謝祭 - 毎年12月に行われる、ポイントが当たるゲーム、タイムセール、割引クーポンなどがあるイベント。
  - ヤマザキ春のパンまつり
- 地域まつり、都市まつり。「-まつり」「-フェスティバル」などと命名されているものが多い。
  - 浜松まつりや博多どんたく、YOSAKOIソーラン祭り、浅草サンバカーニバル、ひろしまフラワーフェスティバルなど。
- 文化施設においてのまつり
  - Bunkamura、水戸芸術館など。

## 比喩、転用 等
- インターネットスラング
  - 一部の電子掲示板で、特定のスレッドが異常な盛り上がりを見せ、流れが通常よりも速くなっている状態を（お）祭りという。その他のインターネットスラングとしての「祭り」は炎上といわれるものがあり、特定の団体や個人による不祥事や不穏当発言などに対する、中傷や非難や批判が多いが、ネットいじめ（祭り上げられる）といった悪意の迷惑行為、または社会に対する不安や批判などの発露であり、それに呼応したり尻馬に乗るなどの野次馬や、一家言を持つ人々がインターネット上の様々な場所で、意見や議論を拡散・増大させ、いわゆるネット上の「祭り」といわれる状態に更になっていく様をいう。
- 魚釣り
  - 隣り合った釣り人の、仕掛け、糸などが絡まることをお祭りという。他人の糸、仕掛けに関係なく自分自身の糸、仕掛けがからまってしまう事を手前祭りという。
- 子作り・子宝
  - 性交を指す例え。江戸時代の浄瑠璃の一節や柳樽（やなぎだると読み、柳多留とも表記する）という雑俳（巷から集めた俳句）の書籍のなかに「祭り」を男女の性行為の例えとして用いている表現がある。また古神道においては、子宝・子作り信仰と言われるものがあり、子作りは、新しい氏子の誕生の場であるところから、性行為を「祭り」と言うようになったともいわれる。古神道には、常世（とこよ）と現世（うつしよ）という世界観があり、常世は神域や神の国をあらわすが、一説には常世は床世（床は性行為の意味もある）であり、性行為は神域で行われる（若しくは神域へ誘う）神聖なものとする考え方がある。

## 季語
季語としての祭（まつり）は、夏の季語（三夏の季語）である。分類は行事/人事。季語「祭」の初出は、野々口立圃によって寛永13年（1636年）に刊行された俳諧論書『はなひ草』（「花火草」「嚔草」とも記す）においてであった。すなわち、江戸時代初期の、史上初めて印刷公刊された俳諧の式目・作法の書に記載された。季語・季題の世界で、単に「祭」といえば、江戸・京都・大坂などといった都市部の神社で執り行われる夏祭を指す。古来、夏は疫病が発生しやすく、それをもたらす元凶と信じられていた怨霊を鎮めたり祓ったりすることは人々の切実な願いであり、その思いを籠めて行うのが夏祭であった。災禍を遠ざけてくれる神様が降臨するのは夜と考えられていたため、祭はたいてい宵宮から始められる。このような習俗を背景として、夏は祭の季節、夏の祭は夜行われるもの、そしてまた「祭」といえば第一に夏祭を指すようになった。俳諧・俳句の世界でもそれに伴い、「祭」は「夏祭」を意味する季語となり、一方で、春の祭は「春祭」、秋の祭は「秋祭」と、季節名を冠することで季語として用いられるようになった。なお、現代の夏祭には悪疫退散を祈念するところの全く見られない単なる“夏の催事（サマーイベント）”も数多く見られるが、そういったものに季語「祭」および「夏祭」を当てたとしても、間違いとまでは言えない。あるいはまた、依って立つ文化が日本古来の祭と全く異なる日本国外の祭を対象として季語「祭」を用いることも、これを認めないという考え方は、少なくとも一般的でない。
「祭」を親季語とする子季語は多様で数も多い。夏祭（なつまつり）、神輿（みこし）、渡御（とぎょ。意：祭礼の際の、神輿のお出まし。神輿が進むこと）、山車（だし）、祭太鼓（まつりたいこ）、祭笛（まつりぶえ）、宵宮（よいみや、よみや。歴史的仮名遣：よひみや、よみや。意：本祭の前夜に行う祭）、宵祭（よいまつり。歴史的仮名遣：よひまつり。意：宵宮と同義）、陰祭（かげまつり。意：本祭が隔年で行われる場合の、例祭の無い年に行われる簡略な祭）、本祭（ほんまつり。意：宵祭・陰祭に対して、本式に行う祭。例祭のこと）、樽神輿（たるみこし。意：神酒の空き樽を神輿に仕立てたもの）、祭囃子（まつりばやし）、祭提燈（まつりじょうちん）、祭衣（まつりごろも。意：祭りの装束）、祭舟（まつりぶね。意：祭りで使う舟）。
関連季語として春祭（はるまつり）と秋祭（あきまつり）が考えられるものの、歳時記には関連季語として記載されていない。なお、冬祭（ふゆまつり）は季語になっていない。